# Hymn Tokelau
Te Atua (pol. Wszechmogącemu) – hymn Tokelau, przyjęto go w 2008 roku, autor tekstu jest nieznany, a melodię skomponował Falani Kalolo. 
Oprócz Te Atua, oficjalnymi hymnami są God Defend New Zeland oraz God Save the King. 
Słowa
Te Atua o Tokelau

Te Atua o nuku, te Atua o Tokelau

Fakamanuia mai ia Tokelau

Puipui tauhi mai ko ito filemu

Toku fenua, tau aganuku

Tau fuka ke agiagia

Lototahi, tumau hi to fakavae

Tokelau mo te atua

Te Atua o Tokelau

Hoa, he hoa lava